# Kelokédara
Kelokédara (en griego: Κελοκέδαρα) es un pueblo en el Distrito de Pafos de Chipre, ubicado a 6 km al suroeste de Salamiou.